# Bamba Ould Daramane
Bamba Ould Daramane est né le 22 juin 1970 à Rosso est un homme politique mauritanien, ministre du Commerce, de l'Industrie, de l'Artisanat et du Tourisme de Mauritanie entre 2009 et 2014.

## Parcours
Il est titulaire d'un diplôme des Etudes approfondies en droit privé (DEA) de la faculté de droit et des sciences politiques de l'Université de Tunis III. 
Bamba Ould Daramane a commencé sa carrière en 2001 comme cadre à la direction du contentieux et de recouvrement de la Banque nationale de Mauritanie (BNM).
Il occupe le poste de Chef de service juridique et contentieux de la Banque nationale de Mauritanie en 2003.
Il est nommé le 1er septembre 2009, ministre du Commerce, de l'Industrie, de l'Artisanat et du Tourisme dans le gouvernement Moulaye Ould Mohamed Laghdhaf. 